# روملسبورگ
روملسبورگ (به آلمانی: Berlin-Rummelsburg) یک منطقهٔ مسکونی در آلمان است که در لیشتنبرگ واقع شده‌است. روملسبورگ ۱۷٬۵۶۷ نفر جمعیت دارد.